# Assassinio sul Nilo (film 1978)
Assassinio sul Nilo (Death on the Nile) è un film del 1978 diretto da John Guillermin, tratto dal romanzo Poirot sul Nilo di Agatha Christie. La colonna sonora è di Nino Rota.

## Trama
La ricca ereditiera Linnet Ridgeway ha sposato Simon Doyle, dopo un fidanzamento lampo. Simon era già fidanzato, con Jacqueline De Bellefort, la migliore amica di Linnet. La coppia ora è in viaggio di nozze in Egitto ed è pedinata in maniera ossessiva da Jacqueline, intenzionata a rovinare la loro luna di miele per vendicarsi. Oltre a loro, sono imbarcati sul battello Karnak, in partenza per una crociera sul Nilo, le seguenti persone:
- il detective belga Hercule Poirot;
- il colonnello inglese Johnny Race, vecchio amico di Poirot;
- Louise Bourget, la cameriera francese di Linnet Ridgeway;
- Marie Van Schuyler, un'anziana signora americana con una passione per i gioielli;
- Bowers, infermiera e accompagnatrice tuttofare della Van Schuyler;
- Salomè Otterbourne, eccentrica scrittrice di romanzi rosa piccanti, alcolizzata;
- Rosalie Otterbourne, sua figlia;
- James Ferguson, convinto nemico del capitalismo;
- Andrew Pennington, avvocato e amministratore, tutt'altro che disinteressato, degli interessi economici di Linnet;
- il dottor Bessner, medico svizzero di dubbia fama.

Durante la prima serata a bordo del battello, Jacqueline De Bellefort, al termine dell'ennesima scenata di gelosia isterica, estrae una pistola dalla borsetta e, alla presenza di Rosalie Otterbourne e di Ferguson, spara a Doyle, colpendolo a una gamba. La ragazza, sotto shock, viene subito portata nella sua cabina, dove Bowers le somministra un potente sedativo, rimanendo con lei tutta la notte per assisterla. Nel frattempo il dottor Bessner accorre per prestare le prime cure a Doyle: non potendo estrarre il proiettile dalla gamba fratturata, gli immobilizza l'arto con una stecca d'emergenza. A questo punto tutto sembrerebbe tranquillo, se non fosse che la pistola, che Jacqueline aveva gettato a terra dopo avere sparato, è misteriosamente scomparsa. La mattina dopo, Linnet Ridgeway viene trovata morta nella sua cabina, uccisa da un colpo di pistola alla tempia.
Poirot, coadiuvato dal colonnello Race, assume la conduzione delle indagini. A parte Doyle (impossibilitato a muoversi per via della ferita alla gamba) e Jacqueline (tenuta sotto sedativo e guardata a vista per tutta la notte), tutti gli altri passeggeri sono sospettati, perché privi di alibi e, soprattutto, perché ciascuno di loro aveva motivi per serbare rancore nei confronti della vittima: 
Louise Bourget, la sera prima si era vista negare da Linnet il congedo dal lavoro per potersi sposare. 
La Van Schuyler, invece, avrebbe potuto introdursi nella stanza della vittima per rubarle una collana di perle, e averle sparato perché si era svegliata. Bowers, invece, odiava Linnet perché il padre di quest'ultima aveva rovinato economicamente la sua famiglia, costringendola a lavorare per mantenersi. 
Salomè Otterbourne, in uno dei suoi romanzi, aveva definito Linnet una ninfomane, ritrovandosi denunciata per diffamazione. 
Anche Rosalie Otterbourne, avrebbe potuto uccidere Linnet, per vendicare la madre. 
James Ferguson considerava Linnet, in quanto ricca, una parassita da eliminare. 
Pennington avrebbe avuto interesse ad eliminarla, per evitare che scoprisse le sue malversazioni.
E, infine, il dottor Bessner era stato pubblicamente attaccato da Linnet, per le sue terapie bizzarramente alternative.
Il giorno successivo Louise Bourget, la cameriera della vittima, viene ritrovata con la gola tagliata. Louise ha ancora fra le mani un frammento di banconota, il che dimostra che stava cercando di ricattare l'assassino e che probabilmente l'aveva visto recarsi nella cabina di Linnet la notte dell'omicidio. 
Salomè Otterbourne annuncia di sapere chi è stato e si reca da Doyle per rivelarlo, in presenza di Poirot e di Race. La scrittrice, però, non fa in tempo a pronunciare il nome dell'assassino, perché qualcuno le spara in fronte dall'esterno della cabina.
Poirot, che aveva già intuito la soluzione, dopo il terzo delitto non ha più dubbi: raduna tutti gli indiziati nel salone per ricostruire l'accaduto. Con un colpo di scena si scopre che proprio Simon e Jacqueline sono i due colpevoli, accordatisi in precedenza per assassinare Linnet e impadronirsi del suo patrimonio. Jackie, infatti, non aveva colpito Doyle, che aveva simulato la ferita con inchiostro rosso. Mentre i presenti accompagnavano Jacqueline nella sua cabina, Simon aveva ucciso la moglie e si era poi sparato alla gamba. Aveva poi gettato la pistola, dopo averla ricaricata con un proiettile in modo che, in caso di ritrovamento, i colpi sparati risultassero due e non tre. Jackie stessa aveva assassinato Louise, con un bisturi rubato al dottor Bessner, e la signora Otterbourne, con la pistola prelevata dalla camera di Pennington (di cui tutti erano a conoscenza). 
Jackie, non potendo più negare l'evidenza, prende la sua pistola appoggiata sul tavolo e spara, questa volta mortalmente, a Simon, per poi uccidersi.

## Produzione
Dopo il grande successo ottenuto nel 1974 con Assassinio sull'Orient Express (Murder on the Orient Express), a fronte di un budget relativamente ridotto, la casa di produzione EMI, che si trovava in un periodo di espansione commerciale, voleva produrre un altro film con protagonista l'investigatore belga. Se la scelta del regista cadde prevedibilmente su John Guillermin, che aveva appena realizzato due blockbuster come L'inferno di cristallo e King Kong, più difficile fu la scelta del protagonista. L'attore Albert Finney declinò subito l'offerta, non volendo sottoporsi a lunghe ore di make up sotto il sole egiziano, e così i produttori decisero di affidare il ruolo ad un attore con uno stile molto diverso: Peter Ustinov.
Le riprese durarono circa sette settimane, la maggior parte delle quali a bordo della nave da crociera, che spesso veniva trainata da piccoli cargo dato il rumore assordante del motore . I luoghi simbolo dell'antico Egitto, come il tempio di Abu Simbel, la Sfinge e Luxor, fanno da sfondo alla storia.

## Accoglienza
La prima proiezione del film avvenne a New York in concomitanza con l'inaugurazione di una mostra dedicata ai tesori di Tutankhamon e per questo motivo venne realizzato un poster ad hoc in cui compariva il profilo del giovane faraone.
Nonostante le aspettative gli incassi furono deludenti tanto che la produzione del film successivo venne procrastinata: Delitto sotto il sole venne infatti prodotto quattro anni dopo.

## Riconoscimenti
- 1979 - Premio Oscar
  - Migliori costumi a Anthony Powell
- 1979 - Golden Globe
  - Candidatura Miglior film straniero
- 1979 - Premio BAFTA
  - Migliori costumi a Anthony Powell
  - Candidatura Miglior attore protagonista a Peter Ustinov
  - Candidatura Miglior attrice non protagonista a Angela Lansbury
  - Candidatura Miglior attrice non protagonista a Maggie Smith
- 1978 - National Board of Review Awards
  - Miglior attrice non protagonista a Angela Lansbury